# Zonsverduistering van 20 juli 1963

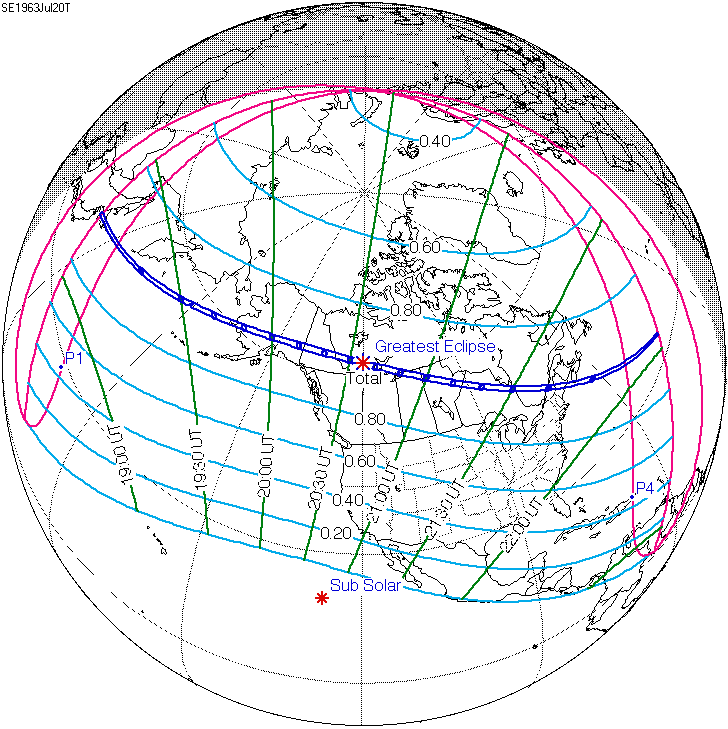
De zonsverduistering was te zien tussen de blauwe lijnen.

De totale zonsverduistering van 20 juli 1963 trok veel over land en zee en was achtereenvolgens te zien in deze twaalf deelgebieden: Japan, Rusland, Alaska, Yukon, Northwest Territories, Alberta, Saskatchewan, Manitoba, Ontario, Quebec, Maine en Nova Scotia.

## Lengte

### Maximum
Het punt met maximale totaliteit lag in Canada tussen de plaatsen Jean Marie River en Axe Point en duurde 1m39,7s.

### Limieten
| Fenomeen                    | Code | Tijdstip UTC |
| --------------------------- | ---- | ------------ |
| Eerste contact bijschaduw   | P1   | 18:04:13.6   |
| Eerste contact kernschaduw  | U1   | 19:13:41.4   |
| Kernschaduw compleet vanaf  | U2   | 19:14:28.5   |
| Bijschaduw compleet vanaf   | P2   | Niet         |
| Maximum eclips              | GE   | 20:35:38.5   |
| Bijschaduw compleet t/m     | P3   | Niet         |
| Kernschaduw compleet t/m    | U3   | 21:56:56.4   |
| Laatste contact kernschaduw | U4   | 21:57:38.0   |
| Laatste contact bijschaduw  | P4   | 23:07:12.0   |